# Królowie Wyldu
Królowie Wyldu (ang. Kings of the Wyld) – debiutancka powieść fantasy autorstwa Kanadyjczyka Nicholasa Eamesa, wydana po raz pierwszy w 2017. Książka została uznana za najlepszą powieść fantasy 2017 przez portal fantasy-faction.com. Zdobyła  także David Gemmell Awards for Fantasy w 2018 w kategorii The Morningstar Award for Best Fantasy Newcomer oraz wygrała konkurs  r/Fantasy Stabby Award w kategorii Best Debut Novel 2017. Książka została wydana w Polsce przez Dom Wydawniczy „Rebis” 30 października 2018. Królowie Wyldu to pierwszy tom serii Saga. Opowiada o Clay'u Cooperze oraz jego drużynie, która po latach jednoczy się, aby uratować córkę Gabriela, jednego z członków grupy.

## Fabuła
Clay Cooper niegdyś był członkiem Sagi, niezwykle znanej drużyny, zajmującej się ratowaniem królestw i zabijaniem potworów. Grupa jednak rozpadła się i mężczyzna od dziesięciu lat wiedzie życie strażnika, żyjąc spokojnie z żoną i córką. Pewnego wieczoru odwiedza go dawny kompan, Gabriel. Okazuje się, że jego córka, Rose, zapatrzona w ojca oraz zasłuchana w opowieściach o bohaterach, postanowiła wyruszyć, aby zdobyć sławę. Gabriel oczekuje, że Clay pomoże mu ponownie zebrać grupę, aby uratować dziewczynę.